# Succodium
Succodium, manji rod zelenih algi u porodici Codiaceae, dio reda Bryopsidales. Postoje šest priznatih fosilnih vrsta
Rod je opisan 1954.

## Vrste
1. Succodium ambiguum Korde
2. Succodium difficile Korde
3. Succodium hikoroconoides Endo
4. Succodium konishii Endo
5. Succodium multipilularum Konishi - tipična
6. Succodium undulatum Konishi